# Antifaschistische Freiheitsbewegung Österreichs
Die Antifaschistische Freiheitsbewegung Österreichs (AFÖ) war eine österreichische Widerstandsgruppe aus dem katholisch-konservativ-bürgerlichen Lager gegen das NS-Regime.
Die Antifaschistische Freiheitsbewegung wurde 1941 in Kärnten durch den Priester Anton Granig und den Landtagsabgeordneten Karl Krumpl, beide aus Kärnten, sowie den Franziskanerkleriker Frater Benno OFM gegründet. Die Gruppe konstituierte sich Ende Februar 1942/Anfang März 1942 in der Wohnung von Anton Granig. Erster Aufruf war im Februar 1942:

„Kärntner, unsere Heimat ist in Not! Braune Verbrecher haben unsere Heimat verraten. Unsere Söhne bluten und fallen an den Fronten für ein braunes Verbrechertum. Die braunen Volksverräter sind daheim in warmen Ämtern und beuten das Volk aus. Kärntner, auf zur Tat! Hinaus mit den braunen Bonzen an die Front! Kärnten und unser Österreich müssen wieder frei werden vom preußischen Joch. Alle einig gegen die braunen Verbrecher! Es lebe Kärnten!“

Weitere Flugblattaktionen folgten; Sprengstoffanschläge gegen Eisenbahnbrücken und die Staatspolizei in Klagenfurt wurden in Erwägung gezogen.
Aktivisten waren unter anderem Eduard Pumpernig, Kapistran Pieller OFM, Angelus Steinwender OFM, Georg Kofler, Arthur Trattler, Anton Jaklitsch, Wenzel Primosch, Franz Bernthaler, Karl Wanner, Ernst Ortner und Otto Tiefenbrunner. Den Sympathisantenkreis bildeten unter anderem Arthur Schuschnigg (Bruder von Kurt Schuschnigg), Alois Karisch, späterer Landrat in Kärnten, sowie der Erzbischof von Salzburg, Andreas Rohracher.
Am 6. Juli 1943 wurden einige Mitglieder der AFÖ von der Gestapo festgenommen, fast alle anderen bis Ende Sommer 1943. Im Prozess des Volksgerichtshofs am 11. August 1944 in Wien unter dem Vorsitz von Kurt Albrecht wurde die AFÖ zerschlagen, einige Mitglieder zum Tode oder in späteren Prozessen zu Zuchthaus verurteilt.

„Die Angeklagten [Eduard] Pumpernig, Dr. Granig, [Wenzel] Primosch, [Ernst] Ortner, [Karl] Krumpl, Dr. [Eduard] Steinwender und Dr. [Wilhelm] Pieller haben in den Jahren 1941-1943 vor allem in Kärnten eine Organisation mit habsburgisch-separatistischen Zielen ins Leben gerufen oder sich an diesen staatsfeindlichen Umtrieben als Mittäter beteiligt. Dabei haben Pumpernig, Dr. Granig, Primosch, Ortner, Dr. Steinwender und Dr. Pieller auch staatsfeindliche Aufrufe hergestellt oder verbreitet oder sonst sich für diese Arbeiten zur Verfügung gestellt.“